# アーエイチ・ビング
アーエイチ・ビングことルドルフ・H・ビング（Rudolph H. Bing, 1914年10月20日 - 1986年4月28日）は、アメリカの数学者（トポロジスト）。

## 人物
テキサス州オークウッド出身。テキサス州立教育大学を卒業後、高校の数学教師になり、修士号の取得のために入学したテキサス大学で著名な数学者ロバート・ムーアに学ぶ。平面網の研究、クラインの球面特徴付け問題の解決で名を上げ、擬弧、位相空間、デーン手術、アレクサンダーの角付き球、ねじれ立方体、ドッグボーン空間、2つの部屋のある家などトポロジーにおける様々な対象に業績を残した。また、トポロジーにおける基本的な難問ポアンカレ予想に取り組み完全な解決はできなかったものの条件をつけた上で部分的な解決には結びつけ、それとは別にもポアンカレ予想に関して性質P予想といわれる予想を立てた。生前にはウィスコンシン大学マディソン校とテキサス大学オースティン校の教授を務めた。

## 業績
彼の名が最初に注目を浴びたのは1946年、博士号取得の僅か1か月後に発表したクラインの球面特徴付け問題の証明による。この問題はムーアの教え子であったジョン・ロバート・クラインにより提起されたもので多様体が2次元球面であるときの条件（多様体を円で切断したとき必ず2つの異なる部分に分かれる）を示したものである。（この業績は当時プリンストン大学の教授だった位相幾何学者ソロモン・レフシェッツの耳に入り、職の誘いを受ける。しかし、このとき既にレフシェッツはトポロジーは今後衰退の道をたどっていくと考えていたといわれ、そのためかビングはトポロジーの研究をやめるよう薦められた。このためビングはこの誘いを断り、ウィスコンシン大学に就職しそこに25年間留まることになる。）
以後、擬弧の研究（1948年）、距離を入れられる位相空間の条件の確定（ビング-長田-スミルノフの距離化定理、1951年）などの功績を上げ、1952年には2つのアレクサンダーの角付き球（Alexander horned sphere、カントール集合になった特異点の集合をもつ多様体、内在的には球と同相だが、3次元空間に埋め込まれている場合は球と同相でない）を表面で張り合わせたものが3次元球面と同相であることを証明した。この事実は正しいと信じられてはいたが当時は証明されておらず、証明は大きな影響を与えた。

道化の帽子の折り畳み。青い穴は球状のカップに覆われている。緑の三角形の淵は円の中に入る。

1959年、ビングはどんな3次元多様体でも幾つかの四面体によって形成される多様体に変形させられることを証明した。これはビングの業績の中でも最も重要なものに数えられる。この定理は2次元多様体における三角形分割が3次元においても可能だということを述べており、3次元多様体は全て滑らかで微分可能な多様体に変形できるという事実が導かれる。これにより多様体に解析学の方法を使うことが可能になり、ルネ・トムに始まる微分トポロジーにも大きな影響を与えることになった。（ビングが生涯を懸けたポアンカレ予想は微分幾何学を用いてグリゴリー・ペレルマンによって解かれることになるが、この方法が成り立つためには全ての3次元多様体を微分可能に変形できることが大前提となる。）
その他に可縮であるにも拘らず縮約可能ではない多様体を初めて発見した。ビングに2つの部屋のある家（House with two rooms）と名付けられたこの多様体は名前の通りの形をした2次元の複体である。同じように可縮であり縮約不可能な多様体にクリストファー・ジーマンにより発見された道化の帽子（Dunce hat）がある。可縮多様体が縮約可能であるための条件はジーマン予想というポアンカレ予想をも含む非常に壮大な予想にまとめられた。（ジーマン予想は未だ解決に至っていない。）

## ポアンカレ予想への挑戦と性質P予想
基本的な問題であるにも拘わらずアンリ・ポアンカレを含む幾人もの優秀な数学者が解決をできなかったポアンカレ予想は当時から非常に大きな注目を集めていた。当然トポロジストであったビングはこの予想に挑戦した。彼は1958年の論文でポアンカレ予想を特殊化した上で証明した。（ポアンカレ予想の条件は多様体上の全てのループが一点に縮められるというものだが、ビングは全てのループが縮められるループとアンビエント同値であるという条件を加えた。）
ビングはポアンカレ予想を絶対に正しいとは信じてはいなかったと言われる。彼は二週間置きに証明の探求と反例の構築を繰り返していた。そして反例の構築を試みているときにビングは結び目のある性質に注目した。ビングが性質Pと名付けたこの性質を持つ結び目で3次元球面にデーン手術を施すと単連結な多様体が造られる。自明な結び目はこの性質を持っており、また、それを用いて作った単連結多様体はどんなに複雑にしてあったとしても3次元球面と同相になる。アンドレイ・ウォーレスとW・B・R・リコリッシュによってねじれのない3次元多様体は全て3次元球面にデーン手術を施すことで造られることが知られていたため、性質Pを持つ結び目が全て自明だということになればねじれを持つ多様体を除いてポアンカレ予想は正しいということになる。この予想は性質P予想と呼ばれ証明、反証の双方から探究された。（性質P予想は2005年になってやっとピーター・クロンハイマーとトマス・ムロフカによって証明された。皮肉なのはこの2年前にペレルマンの論文が発表されたことだろう。彼等の証明は非常に高度なものだったが、反響があまり芳しくなかった点は否めない。）
結局、ビングがポアンカレ予想の証明（もしくは反証）を見ることはなかった。ある時、彼は自分のことを3人称を用いて語った。

「ビングはポアンカレ予想にアタックをかけた････が、部分的な解決にしか達せなかった」

## 名前
彼の父ルパート・ヘンリーはもともと息子にルパート・ヘンリー・ジュニアという名をつけるつもりだった。しかし、ビングの母はこのルパート・ヘンリーという名がイギリス的過ぎると考えたため、それを略したRHと名付けられた。このアルファベット2文字の名前はたくさんの逸話を生んだ。その1つにウィスコンシン大学での次のようなものがある。彼が教授に就いたとき名札になんと書けばいいか尋ねられた。これにビングが「RのみのHのみ、それにビングです。（R only H only Bing.）」と答えたところ彼のドアの名札には“Ronly Honly Bing”と書かれていたという。